# 대한민국-루마니아 관계
대한민국과 루마니아는 1990년에 수교하였다. 루마니아는 한국전쟁 당시 북한에 의료진 파견 및 야전병원을 지원하였으며, 냉전 시절에는 대표적인 친북 국가였다, 김일성과 니콜라에 차우셰스쿠는 매우 돈독한 사이였다. 그러다가 소련의 붕괴 직전 루마니아 독재자 1989년 니콜라에 차우셰스쿠가 축출당하고 루마니아가 외부로 개혁 및 개방을 하면서, 한국과 수교 의사를 밝혔다. 당시 북방정책을 펼치고 있었던 대한민국은 수교 의사를 환영하며, 대사급 관계를 수립하게 되었다. 양국은 수교 20주년,  30주년을 기념하였으며 문화 및 인적 교류가 지속되고 있다. 최근 한국과 루마니아 간 방산 및 원자력 협력이 구체화되고 있다.

## 관계
- 1990년 외교 관계 수립
- 2008년 전략적 동반자 관계 수립[11][12]